# Brasserie Dreher
La brasserie Dreher (en hongrois : Dreher sörgyár) est un monument industriel situé dans le 10e arrondissement de Budapest. 